# Woiwodschaft

Woiwodschaften in deutscher Übersetzung (Stand: 1. Januar 2009)

Eine Woiwodschaft oder Wojewodschaft ist ein polnischer Verwaltungsbezirk als oberste Stufe der territorialen Gliederung in der Republik Polen (ISO 3166-2-Ebene, siehe ISO 3166-2:PL) und liegt in der Statistikebene NUTS-2. Nächstkleinere Selbstverwaltungseinheit ist der Powiat (Landkreis). Derzeit gibt es in Polen 16 Woiwodschaften.
Das Lehnwort Woiwodschaft, polnisch województwo (deutsch: Provinz) ist abgeleitet von Woiwode (deutsch: Heerführer, Herzog). Dieser Titel steht in der polnischen Geschichte in Kontrast zum Titel Książę, der etymologisch vom germanischen Wort kuningaz abgeleitet ist, aber ebenfalls zumeist mit Herzog übersetzt wird. Historisch ersetzten die Województwa als Verwaltungseinheiten eines geordneten Staatswesens zunehmend die stammesgeschichtlich und dynastisch entstandenen Księstwa (Fürsten- oder Herzogtümer).
Am 1. Januar 1999 entstanden die heutigen 16 Woiwodschaften, die größtenteils in etwa historische Gebiete darstellen. Ursprünglich waren 12 Woiwodschaften geplant; allerdings gab es politische Diskussionen, die zu einer Vergrößerung der Anzahl auf 16 führten. Die zusätzlichen vier Woiwodschaften waren Heiligkreuz, Oppeln, Lebus und Kujawien-Pommern. Politische Überlegungen führten auch dazu, dass die Woiwodschaft Kujawien-Pommern zwei offizielle Hauptstädte hat, ebenso die Woiwodschaft Lebus.

## Organe
Da Polen ein Einheitsstaat ist, weisen die Woiwodschaften im Gegensatz zu den deutschen Ländern keine Staatsqualität auf.
Jede Woiwodschaft besitzt als Selbstverwaltungsorgan eine Volksvertretung (Sejmik województwa, Woiwodschaftsversammlung, Woiwodschaftstag), die einen Vorstand (zarząd województwa, Woiwodschaftsvorstand) wählt und einen Vorsitzenden (marszałek województwa, Woiwodschaftsmarschall, Woiwodschaftspräsident) nominiert.
Der Woiwode (etwa Präfekt) ist hingegen der Vertreter der polnischen Zentralregierung, zuständig für Kontrolle der Selbstverwaltung der Woiwodschaften, Landkreise (Powiat) und Gemeinden (Gmina).

## Liste der Woiwodschaften
|  | Województwo dolnośląskie Woiwodschaft Niederschlesien |

|  | Województwo kujawsko-pomorskie Woiwodschaft Kujawien-Pommern |

|  | Województwo lubelskie Woiwodschaft Lublin |

|  | Województwo lubuskie Woiwodschaft Lebus |

|  | Województwo łódzkie Woiwodschaft Lodsch |

|  | Województwo małopolskie Woiwodschaft Kleinpolen |

|  | Województwo mazowieckie Woiwodschaft Masowien |

|  | Województwo opolskie Woiwodschaft Oppeln |

|  | Województwo podkarpackie Woiwodschaft Karpatenvorland |

|  | Województwo podlaskie Woiwodschaft Podlachien |

|  | Województwo pomorskie Woiwodschaft Pommern |

|  | Województwo śląskie Woiwodschaft Schlesien |

|  | Województwo świętokrzyskie Woiwodschaft Heiligkreuz |

|  | Województwo warmińsko-mazurskie Woiwodschaft Ermland-Masuren |

|  | Województwo wielkopolskie Woiwodschaft Großpolen |

|  | Województwo zachodniopomorskie Woiwodschaft Westpommern |

Alle Angaben von 2019.

## Historische Woiwodschaften

### Woiwodschaften im 14. bis 18. Jahrhundert

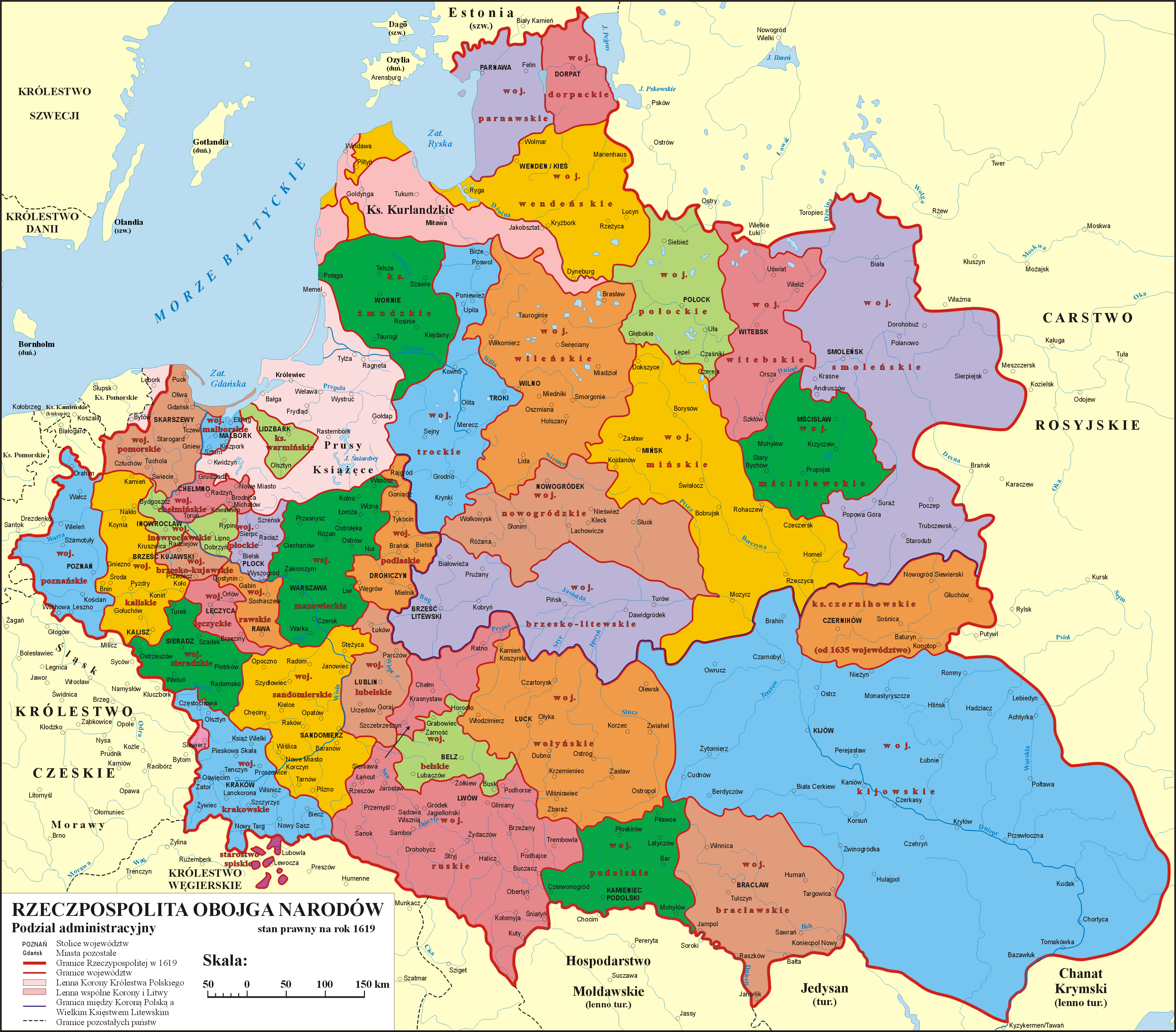
Woiwodschaften und (rosa) lehensabhängige Gebiete 1619

Schon bald nach der Überwindung des Polnischen Partikularismus wurde das Königreich Polen 1308–1339 in Woiwodschaften eingeteilt. Deren Hauptstädte lagen oft nicht in der Mitte, sondern recht nahe bei dem der Königsstadt Krakau zugewandten Ende:
In Großpolen und Kujawien:
- Poznań (Posen)
- Kalisz
- Sieradz
- Łęczyca
- Brześć Kujawski
- Gniezno
- Inowrocław

In Kleinpolen:
- Kraków (Krakau)
- Sandomierz
- Lublin

Zu der Zeit war Masowien nur durch die Zugehörigkeit zum Erzbistum Gnesen mit Polen verbunden.
Mit seiner Integration in das polnische Staatswesen wurde es später ebenso in Woiwodschaften eingeteilt wie das Großfürstentum Litauen (und dessen ruthenische Länder, die unter die polnische Krone kamen) sowie das Königliche Preußen. Ausgenommen von diesem System waren die königlichen Freistädte (Danzig, Thorn, Elbing und Riga bis 1621).

### Woiwodschaften 1816–1837 (Kongresspolen)

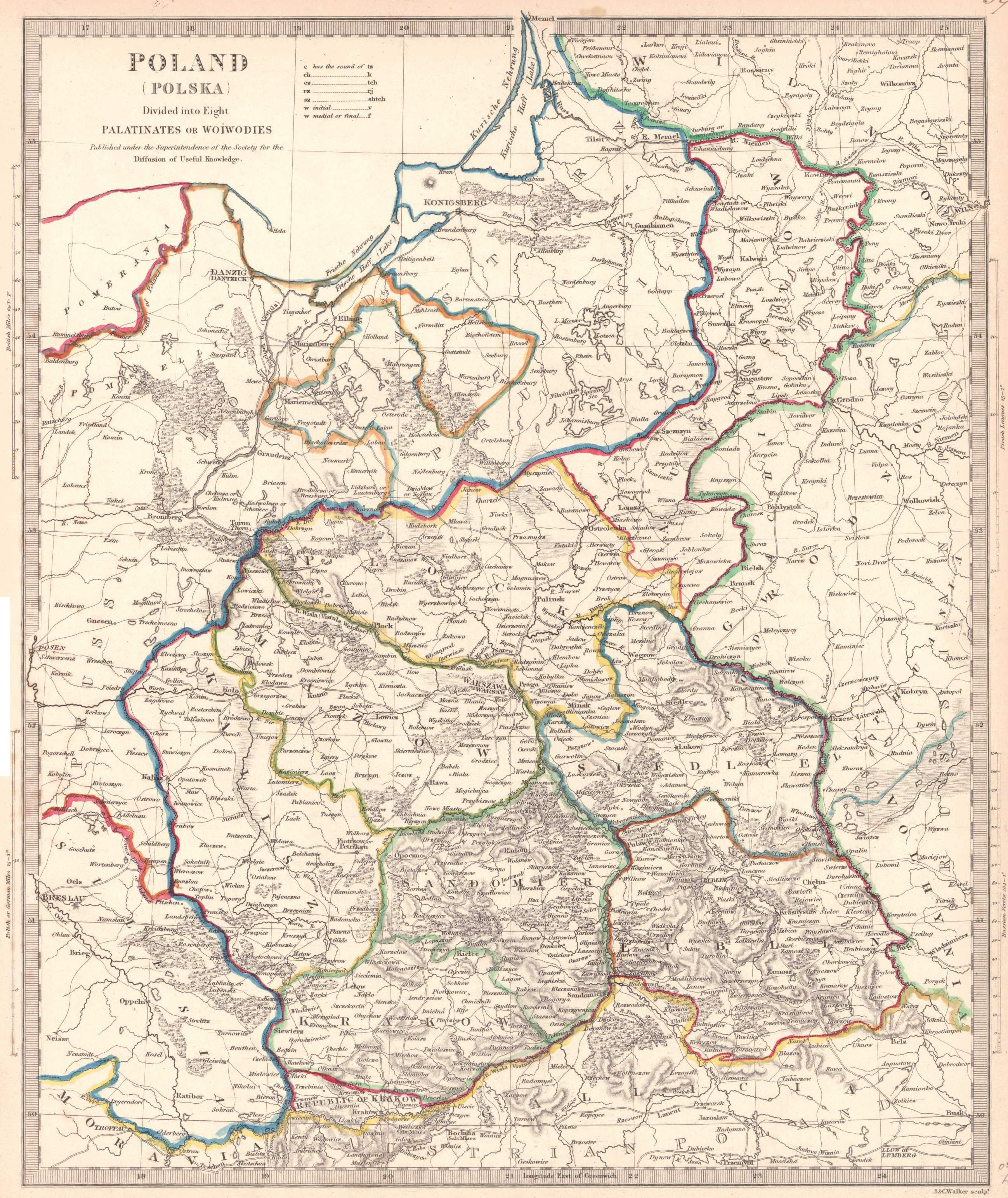
Kongresspolen 1831

In den Jahren 1816 bis 1837 bestanden auch in Kongresspolen Woiwodschaften, diese wurden danach in Gouvernements umbenannt und mehrfach reorganisiert.
- Woiwodschaft Augustów (Hauptstadt Suwałki)
- Woiwodschaft Kalisz
- Woiwodschaft Krakau (trotz des Namens war Krakau kein Teil der Woiwodschaft, sondern bis 1846 eine Freie Stadt; die Hauptstadt war zuerst Miechów, dann Kielce).
- Woiwodschaft Lublin
- Woiwodschaft Masowien (Hauptstadt Warschau)
- Woiwodschaft Płock
- Woiwodschaft Podlachien (Hauptstadt Siedlce)
- Woiwodschaft Sandomierz (Hauptstadt Radom)

### Woiwodschaften in der Zweiten Republik 1921–1939

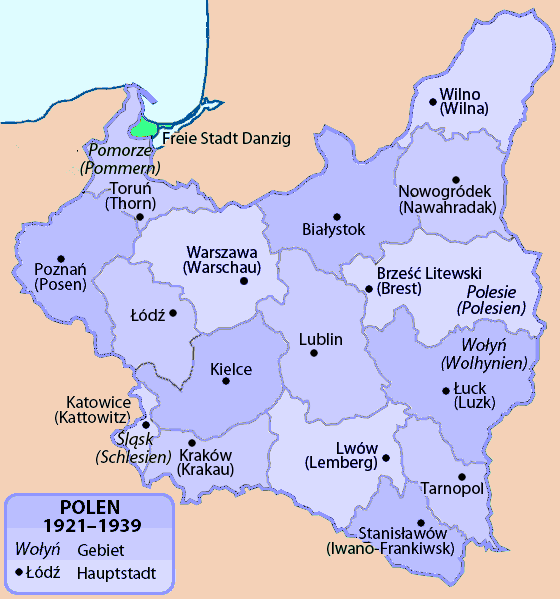
Woiwodschaften der Zweiten Republik

Da Polen schon seit der Vereinigung des Königreichs Polen mit dem Großfürstentum Litauen die Staatsbezeichnung Rzeczpospolita trug, wird die polnische Republik zwischen den Weltkriegen als Zweite Republik bezeichnet.
- Woiwodschaft Białystok
- Woiwodschaft Kielce
- Woiwodschaft Krakau
- Woiwodschaft Łódź
- Woiwodschaft Lublin
- Woiwodschaft Lwów
- Woiwodschaft Nowogródek
- Woiwodschaft Polesien
- Woiwodschaft Pommerellen
- Woiwodschaft Posen
- Woiwodschaft Schlesien
- Woiwodschaft Stanisławów
- Woiwodschaft Tarnopol
- Woiwodschaft Warschau
- Woiwodschaft Wilna
- Woiwodschaft Wolhynien

### Woiwodschaften 1945–1975
Nach dem Zweiten Weltkrieg bis 1975 war Polen zunächst in 16, ab 1950 in 17 Woiwodschaften gegliedert, als die Woiwodschaft Schlesien (1945–1950) in zwei geteilt wurde.
- Woiwodschaft Białystok

Woiwodschaften 1950–1975

- Woiwodschaft Bydgoszcz (Bromberg, bis 1950 noch Pomorskie, dann umbenannt nach der Hauptstadt)
- Woiwodschaft Danzig
- Woiwodschaft Katowice
- Woiwodschaft Kielce
- Woiwodschaft Koszalin (Köslin)
- Woiwodschaft Krakau
- Woiwodschaft Łódź
- Woiwodschaft Lublin
- Woiwodschaft Olsztyn (Allenstein)
- Woiwodschaft Opole
- Woiwodschaft Posen
- Woiwodschaft Rzeszów
- Woiwodschaft Stettin
- Woiwodschaft Warschau
- Woiwodschaft Breslau
- Woiwodschaft Zielona Góra (Grünberg)

### Woiwodschaften 1975–1998
1975 wurde die Zahl auf 49 erhöht, offiziell um die Landesverwaltung zu optimieren, die Behörden in den Regionen zu stärken und die Missverhältnisse in den wirtschaftlichen Entwicklungen zwischen den Regionen auszugleichen. Keines der genannten Ziele wurde erreicht, stattdessen wurde, erwartungsgemäß, der Einfluss der Zentralregierung erhöht.
- Woiwodschaft Biała Podlaska
- Woiwodschaft Białystok
- Woiwodschaft Bielsko-Biała
- Woiwodschaft Bydgoszcz (Bromberg)
- Woiwodschaft Chełm
- Woiwodschaft Ciechanów
- Woiwodschaft Częstochowa
- Woiwodschaft Elbląg (Elbing)
- Woiwodschaft Gdańsk (Danzig)

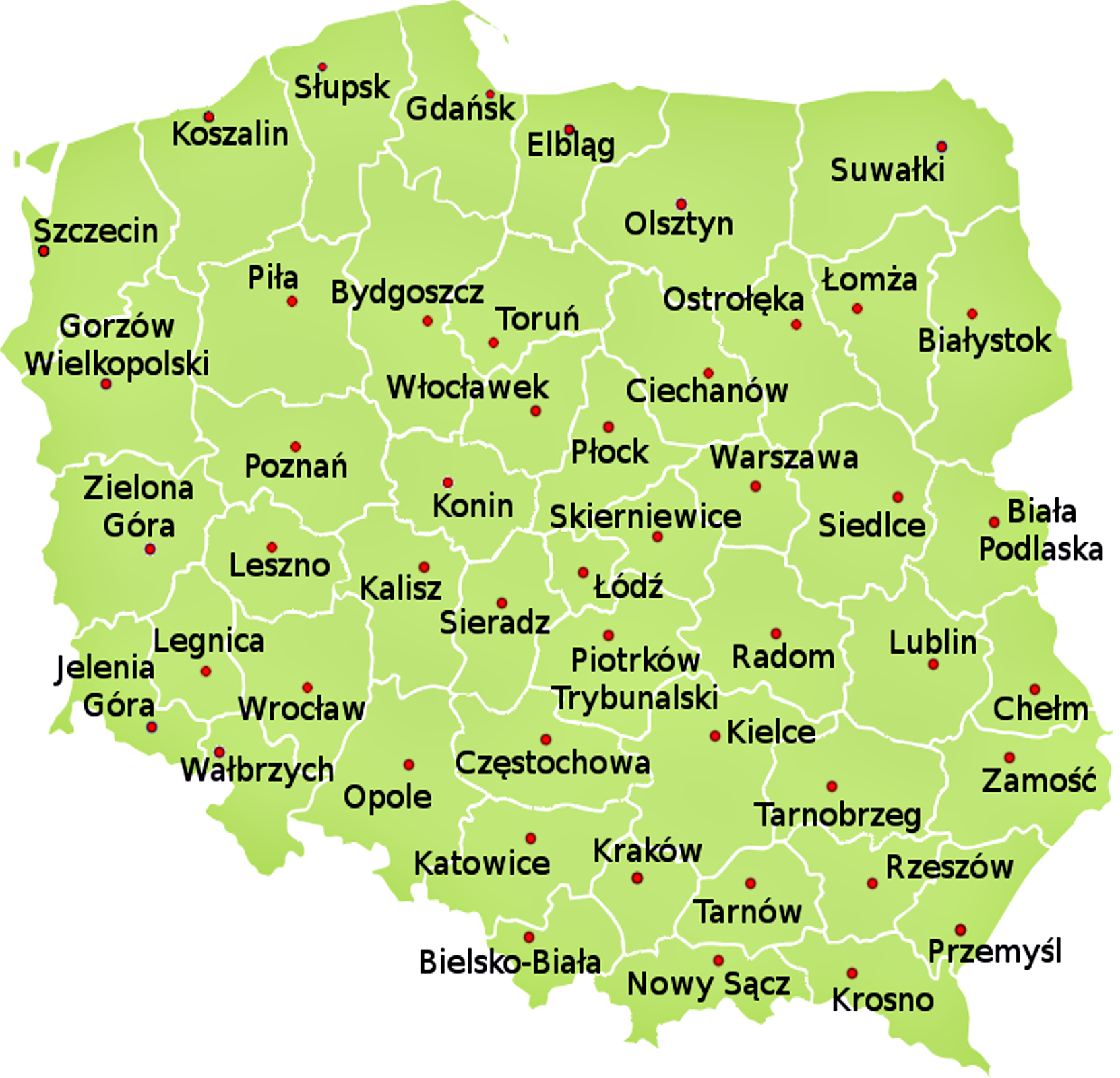
Woiwodschaften 1975–1998

- Woiwodschaft Gorzów (Landsberg a.d. Warthe)
- Woiwodschaft Jelenia Góra (Hirschberg)
- Woiwodschaft Kalisz (Kalisch)
- Woiwodschaft Katowice
- Woiwodschaft Kielce
- Woiwodschaft Konin
- Woiwodschaft Koszalin (Köslin)
- Woiwodschaft Krakau
- Woiwodschaft Krosno
- Woiwodschaft Legnica (Liegnitz)
- Woiwodschaft Leszno (Lissa)
- Woiwodschaft Lublin
- Woiwodschaft Łomża
- Woiwodschaft Łódź
- Woiwodschaft Nowy Sącz
- Woiwodschaft Olsztyn (Allenstein)
- Woiwodschaft Opole
- Woiwodschaft Ostrołęka
- Woiwodschaft Piła (Schneidemühl)
- Woiwodschaft Piotrków
- Woiwodschaft Płock
- Woiwodschaft Poznań (Posen)
- Woiwodschaft Przemyśl
- Woiwodschaft Radom
- Woiwodschaft Rzeszów
- Woiwodschaft Siedlce
- Woiwodschaft Sieradz
- Woiwodschaft Skierniewice
- Woiwodschaft Słupsk (Stolp)
- Woiwodschaft Suwałki
- Woiwodschaft Szczecin (Stettin)
- Woiwodschaft Tarnobrzeg
- Woiwodschaft Tarnów
- Woiwodschaft Toruń (Thorn)
- Woiwodschaft Wałbrzych (Waldenburg)
- Woiwodschaft Warschau
- Woiwodschaft Włocławek (Leslau)
- Woiwodschaft Breslau
- Woiwodschaft Zamość
- Woiwodschaft Zielona Góra (Grünberg)